# Szachy progresywne
Szachy progresywne – jeden z alternatywnych wariantów gry w szachy. 
W rozgrywce biorą udział dwie osoby, które korzystają z klasycznej szachownicy oraz standardowego kompletu białych i czarnych bierek. Różnica pomiędzy szachami klasycznymi i progresywnymi polega na liczbie wykonywanych kolejnych posunięć: zaczynają białe, ale następnie czarne wykonują nie jedno posunięcie, tylko dwa. Białe w odpowiedzi mają do dyspozycji trzy posunięcia, a z kolei czarne – cztery, itd. W każdej zatem kolejce liczba posunięć zostaje zwiększona o jedno. Szachować króla wolno tylko w ostatnim posunięciu swojej kolejki (złamanie tej zasady powoduje natychmiastowe zakończenie kolejki pomimo niewykorzystania wszystkich dozwolonych w danym momencie posunięć). Zawodnik, który w ostatnim posunięciu przeciwnika został zaszachowany, musi w pierwszej kolejności uciec swoim królem bądź zbić bierkę szachującą. 
W szachach progresywnych dozwolona jest promocja. Partia liczy zazwyczaj mniej niż dziesięć kolejek posunięć i kończy się, podobnie jak klasyczna, zamatowaniem króla przeciwnika. Jednym z polecanych sposobów gry jest utrzymanie własnego króla na otwartej pierwszej (lub ósmej) linii, co utrudnia przeciwnikowi dorabianie ciężkich figur (promocja pionka w hetmana lub wieżę wiąże się bowiem z daniem szacha, a ten dozwolony jest tylko w ostatnim posunięciu danej kolejki).
Poniżej przedstawiono przykładowy zapis partii szachów progresywnych:
|   | a | b | c | d | e | f | g | h |   |
| 8 | a8 – Czarna wieża · b8 – Czarny skoczek · d8 – Czarny hetman · e8 – Czarny król · f8 – Czarny goniec · h8 – Czarna wieża · a7 – Czarny pionek · b7 – Czarny pionek · c7 – Biały skoczek · e7 – Czarny pionek · f7 – Czarny pionek · g7 – Czarny pionek · h7 – Czarny pionek · h6 – Biały goniec · d5 – Czarny pionek · a4 – Biały goniec · d4 – Biały pionek · a2 – Biały pionek · b2 – Biały pionek · c2 – Biały pionek · f2 – Biały pionek · g2 – Biały pionek · h2 – Biały pionek · a1 – Biała wieża · d1 – Czarny goniec · e1 – Biały król · h1 – Biała wieża | a8 – Czarna wieża · b8 – Czarny skoczek · d8 – Czarny hetman · e8 – Czarny król · f8 – Czarny goniec · h8 – Czarna wieża · a7 – Czarny pionek · b7 – Czarny pionek · c7 – Biały skoczek · e7 – Czarny pionek · f7 – Czarny pionek · g7 – Czarny pionek · h7 – Czarny pionek · h6 – Biały goniec · d5 – Czarny pionek · a4 – Biały goniec · d4 – Biały pionek · a2 – Biały pionek · b2 – Biały pionek · c2 – Biały pionek · f2 – Biały pionek · g2 – Biały pionek · h2 – Biały pionek · a1 – Biała wieża · d1 – Czarny goniec · e1 – Biały król · h1 – Biała wieża | a8 – Czarna wieża · b8 – Czarny skoczek · d8 – Czarny hetman · e8 – Czarny król · f8 – Czarny goniec · h8 – Czarna wieża · a7 – Czarny pionek · b7 – Czarny pionek · c7 – Biały skoczek · e7 – Czarny pionek · f7 – Czarny pionek · g7 – Czarny pionek · h7 – Czarny pionek · h6 – Biały goniec · d5 – Czarny pionek · a4 – Biały goniec · d4 – Biały pionek · a2 – Biały pionek · b2 – Biały pionek · c2 – Biały pionek · f2 – Biały pionek · g2 – Biały pionek · h2 – Biały pionek · a1 – Biała wieża · d1 – Czarny goniec · e1 – Biały król · h1 – Biała wieża | a8 – Czarna wieża · b8 – Czarny skoczek · d8 – Czarny hetman · e8 – Czarny król · f8 – Czarny goniec · h8 – Czarna wieża · a7 – Czarny pionek · b7 – Czarny pionek · c7 – Biały skoczek · e7 – Czarny pionek · f7 – Czarny pionek · g7 – Czarny pionek · h7 – Czarny pionek · h6 – Biały goniec · d5 – Czarny pionek · a4 – Biały goniec · d4 – Biały pionek · a2 – Biały pionek · b2 – Biały pionek · c2 – Biały pionek · f2 – Biały pionek · g2 – Biały pionek · h2 – Biały pionek · a1 – Biała wieża · d1 – Czarny goniec · e1 – Biały król · h1 – Biała wieża | a8 – Czarna wieża · b8 – Czarny skoczek · d8 – Czarny hetman · e8 – Czarny król · f8 – Czarny goniec · h8 – Czarna wieża · a7 – Czarny pionek · b7 – Czarny pionek · c7 – Biały skoczek · e7 – Czarny pionek · f7 – Czarny pionek · g7 – Czarny pionek · h7 – Czarny pionek · h6 – Biały goniec · d5 – Czarny pionek · a4 – Biały goniec · d4 – Biały pionek · a2 – Biały pionek · b2 – Biały pionek · c2 – Biały pionek · f2 – Biały pionek · g2 – Biały pionek · h2 – Biały pionek · a1 – Biała wieża · d1 – Czarny goniec · e1 – Biały król · h1 – Biała wieża | a8 – Czarna wieża · b8 – Czarny skoczek · d8 – Czarny hetman · e8 – Czarny król · f8 – Czarny goniec · h8 – Czarna wieża · a7 – Czarny pionek · b7 – Czarny pionek · c7 – Biały skoczek · e7 – Czarny pionek · f7 – Czarny pionek · g7 – Czarny pionek · h7 – Czarny pionek · h6 – Biały goniec · d5 – Czarny pionek · a4 – Biały goniec · d4 – Biały pionek · a2 – Biały pionek · b2 – Biały pionek · c2 – Biały pionek · f2 – Biały pionek · g2 – Biały pionek · h2 – Biały pionek · a1 – Biała wieża · d1 – Czarny goniec · e1 – Biały król · h1 – Biała wieża | a8 – Czarna wieża · b8 – Czarny skoczek · d8 – Czarny hetman · e8 – Czarny król · f8 – Czarny goniec · h8 – Czarna wieża · a7 – Czarny pionek · b7 – Czarny pionek · c7 – Biały skoczek · e7 – Czarny pionek · f7 – Czarny pionek · g7 – Czarny pionek · h7 – Czarny pionek · h6 – Biały goniec · d5 – Czarny pionek · a4 – Biały goniec · d4 – Biały pionek · a2 – Biały pionek · b2 – Biały pionek · c2 – Biały pionek · f2 – Biały pionek · g2 – Biały pionek · h2 – Biały pionek · a1 – Biała wieża · d1 – Czarny goniec · e1 – Biały król · h1 – Biała wieża | a8 – Czarna wieża · b8 – Czarny skoczek · d8 – Czarny hetman · e8 – Czarny król · f8 – Czarny goniec · h8 – Czarna wieża · a7 – Czarny pionek · b7 – Czarny pionek · c7 – Biały skoczek · e7 – Czarny pionek · f7 – Czarny pionek · g7 – Czarny pionek · h7 – Czarny pionek · h6 – Biały goniec · d5 – Czarny pionek · a4 – Biały goniec · d4 – Biały pionek · a2 – Biały pionek · b2 – Biały pionek · c2 – Biały pionek · f2 – Biały pionek · g2 – Biały pionek · h2 – Biały pionek · a1 – Biała wieża · d1 – Czarny goniec · e1 – Biały król · h1 – Biała wieża | 8 |
| 7 | a8 – Czarna wieża · b8 – Czarny skoczek · d8 – Czarny hetman · e8 – Czarny król · f8 – Czarny goniec · h8 – Czarna wieża · a7 – Czarny pionek · b7 – Czarny pionek · c7 – Biały skoczek · e7 – Czarny pionek · f7 – Czarny pionek · g7 – Czarny pionek · h7 – Czarny pionek · h6 – Biały goniec · d5 – Czarny pionek · a4 – Biały goniec · d4 – Biały pionek · a2 – Biały pionek · b2 – Biały pionek · c2 – Biały pionek · f2 – Biały pionek · g2 – Biały pionek · h2 – Biały pionek · a1 – Biała wieża · d1 – Czarny goniec · e1 – Biały król · h1 – Biała wieża | a8 – Czarna wieża · b8 – Czarny skoczek · d8 – Czarny hetman · e8 – Czarny król · f8 – Czarny goniec · h8 – Czarna wieża · a7 – Czarny pionek · b7 – Czarny pionek · c7 – Biały skoczek · e7 – Czarny pionek · f7 – Czarny pionek · g7 – Czarny pionek · h7 – Czarny pionek · h6 – Biały goniec · d5 – Czarny pionek · a4 – Biały goniec · d4 – Biały pionek · a2 – Biały pionek · b2 – Biały pionek · c2 – Biały pionek · f2 – Biały pionek · g2 – Biały pionek · h2 – Biały pionek · a1 – Biała wieża · d1 – Czarny goniec · e1 – Biały król · h1 – Biała wieża | a8 – Czarna wieża · b8 – Czarny skoczek · d8 – Czarny hetman · e8 – Czarny król · f8 – Czarny goniec · h8 – Czarna wieża · a7 – Czarny pionek · b7 – Czarny pionek · c7 – Biały skoczek · e7 – Czarny pionek · f7 – Czarny pionek · g7 – Czarny pionek · h7 – Czarny pionek · h6 – Biały goniec · d5 – Czarny pionek · a4 – Biały goniec · d4 – Biały pionek · a2 – Biały pionek · b2 – Biały pionek · c2 – Biały pionek · f2 – Biały pionek · g2 – Biały pionek · h2 – Biały pionek · a1 – Biała wieża · d1 – Czarny goniec · e1 – Biały król · h1 – Biała wieża | a8 – Czarna wieża · b8 – Czarny skoczek · d8 – Czarny hetman · e8 – Czarny król · f8 – Czarny goniec · h8 – Czarna wieża · a7 – Czarny pionek · b7 – Czarny pionek · c7 – Biały skoczek · e7 – Czarny pionek · f7 – Czarny pionek · g7 – Czarny pionek · h7 – Czarny pionek · h6 – Biały goniec · d5 – Czarny pionek · a4 – Biały goniec · d4 – Biały pionek · a2 – Biały pionek · b2 – Biały pionek · c2 – Biały pionek · f2 – Biały pionek · g2 – Biały pionek · h2 – Biały pionek · a1 – Biała wieża · d1 – Czarny goniec · e1 – Biały król · h1 – Biała wieża | a8 – Czarna wieża · b8 – Czarny skoczek · d8 – Czarny hetman · e8 – Czarny król · f8 – Czarny goniec · h8 – Czarna wieża · a7 – Czarny pionek · b7 – Czarny pionek · c7 – Biały skoczek · e7 – Czarny pionek · f7 – Czarny pionek · g7 – Czarny pionek · h7 – Czarny pionek · h6 – Biały goniec · d5 – Czarny pionek · a4 – Biały goniec · d4 – Biały pionek · a2 – Biały pionek · b2 – Biały pionek · c2 – Biały pionek · f2 – Biały pionek · g2 – Biały pionek · h2 – Biały pionek · a1 – Biała wieża · d1 – Czarny goniec · e1 – Biały król · h1 – Biała wieża | a8 – Czarna wieża · b8 – Czarny skoczek · d8 – Czarny hetman · e8 – Czarny król · f8 – Czarny goniec · h8 – Czarna wieża · a7 – Czarny pionek · b7 – Czarny pionek · c7 – Biały skoczek · e7 – Czarny pionek · f7 – Czarny pionek · g7 – Czarny pionek · h7 – Czarny pionek · h6 – Biały goniec · d5 – Czarny pionek · a4 – Biały goniec · d4 – Biały pionek · a2 – Biały pionek · b2 – Biały pionek · c2 – Biały pionek · f2 – Biały pionek · g2 – Biały pionek · h2 – Biały pionek · a1 – Biała wieża · d1 – Czarny goniec · e1 – Biały król · h1 – Biała wieża | a8 – Czarna wieża · b8 – Czarny skoczek · d8 – Czarny hetman · e8 – Czarny król · f8 – Czarny goniec · h8 – Czarna wieża · a7 – Czarny pionek · b7 – Czarny pionek · c7 – Biały skoczek · e7 – Czarny pionek · f7 – Czarny pionek · g7 – Czarny pionek · h7 – Czarny pionek · h6 – Biały goniec · d5 – Czarny pionek · a4 – Biały goniec · d4 – Biały pionek · a2 – Biały pionek · b2 – Biały pionek · c2 – Biały pionek · f2 – Biały pionek · g2 – Biały pionek · h2 – Biały pionek · a1 – Biała wieża · d1 – Czarny goniec · e1 – Biały król · h1 – Biała wieża | a8 – Czarna wieża · b8 – Czarny skoczek · d8 – Czarny hetman · e8 – Czarny król · f8 – Czarny goniec · h8 – Czarna wieża · a7 – Czarny pionek · b7 – Czarny pionek · c7 – Biały skoczek · e7 – Czarny pionek · f7 – Czarny pionek · g7 – Czarny pionek · h7 – Czarny pionek · h6 – Biały goniec · d5 – Czarny pionek · a4 – Biały goniec · d4 – Biały pionek · a2 – Biały pionek · b2 – Biały pionek · c2 – Biały pionek · f2 – Biały pionek · g2 – Biały pionek · h2 – Biały pionek · a1 – Biała wieża · d1 – Czarny goniec · e1 – Biały król · h1 – Biała wieża | 7 |
| 6 | a8 – Czarna wieża · b8 – Czarny skoczek · d8 – Czarny hetman · e8 – Czarny król · f8 – Czarny goniec · h8 – Czarna wieża · a7 – Czarny pionek · b7 – Czarny pionek · c7 – Biały skoczek · e7 – Czarny pionek · f7 – Czarny pionek · g7 – Czarny pionek · h7 – Czarny pionek · h6 – Biały goniec · d5 – Czarny pionek · a4 – Biały goniec · d4 – Biały pionek · a2 – Biały pionek · b2 – Biały pionek · c2 – Biały pionek · f2 – Biały pionek · g2 – Biały pionek · h2 – Biały pionek · a1 – Biała wieża · d1 – Czarny goniec · e1 – Biały król · h1 – Biała wieża | a8 – Czarna wieża · b8 – Czarny skoczek · d8 – Czarny hetman · e8 – Czarny król · f8 – Czarny goniec · h8 – Czarna wieża · a7 – Czarny pionek · b7 – Czarny pionek · c7 – Biały skoczek · e7 – Czarny pionek · f7 – Czarny pionek · g7 – Czarny pionek · h7 – Czarny pionek · h6 – Biały goniec · d5 – Czarny pionek · a4 – Biały goniec · d4 – Biały pionek · a2 – Biały pionek · b2 – Biały pionek · c2 – Biały pionek · f2 – Biały pionek · g2 – Biały pionek · h2 – Biały pionek · a1 – Biała wieża · d1 – Czarny goniec · e1 – Biały król · h1 – Biała wieża | a8 – Czarna wieża · b8 – Czarny skoczek · d8 – Czarny hetman · e8 – Czarny król · f8 – Czarny goniec · h8 – Czarna wieża · a7 – Czarny pionek · b7 – Czarny pionek · c7 – Biały skoczek · e7 – Czarny pionek · f7 – Czarny pionek · g7 – Czarny pionek · h7 – Czarny pionek · h6 – Biały goniec · d5 – Czarny pionek · a4 – Biały goniec · d4 – Biały pionek · a2 – Biały pionek · b2 – Biały pionek · c2 – Biały pionek · f2 – Biały pionek · g2 – Biały pionek · h2 – Biały pionek · a1 – Biała wieża · d1 – Czarny goniec · e1 – Biały król · h1 – Biała wieża | a8 – Czarna wieża · b8 – Czarny skoczek · d8 – Czarny hetman · e8 – Czarny król · f8 – Czarny goniec · h8 – Czarna wieża · a7 – Czarny pionek · b7 – Czarny pionek · c7 – Biały skoczek · e7 – Czarny pionek · f7 – Czarny pionek · g7 – Czarny pionek · h7 – Czarny pionek · h6 – Biały goniec · d5 – Czarny pionek · a4 – Biały goniec · d4 – Biały pionek · a2 – Biały pionek · b2 – Biały pionek · c2 – Biały pionek · f2 – Biały pionek · g2 – Biały pionek · h2 – Biały pionek · a1 – Biała wieża · d1 – Czarny goniec · e1 – Biały król · h1 – Biała wieża | a8 – Czarna wieża · b8 – Czarny skoczek · d8 – Czarny hetman · e8 – Czarny król · f8 – Czarny goniec · h8 – Czarna wieża · a7 – Czarny pionek · b7 – Czarny pionek · c7 – Biały skoczek · e7 – Czarny pionek · f7 – Czarny pionek · g7 – Czarny pionek · h7 – Czarny pionek · h6 – Biały goniec · d5 – Czarny pionek · a4 – Biały goniec · d4 – Biały pionek · a2 – Biały pionek · b2 – Biały pionek · c2 – Biały pionek · f2 – Biały pionek · g2 – Biały pionek · h2 – Biały pionek · a1 – Biała wieża · d1 – Czarny goniec · e1 – Biały król · h1 – Biała wieża | a8 – Czarna wieża · b8 – Czarny skoczek · d8 – Czarny hetman · e8 – Czarny król · f8 – Czarny goniec · h8 – Czarna wieża · a7 – Czarny pionek · b7 – Czarny pionek · c7 – Biały skoczek · e7 – Czarny pionek · f7 – Czarny pionek · g7 – Czarny pionek · h7 – Czarny pionek · h6 – Biały goniec · d5 – Czarny pionek · a4 – Biały goniec · d4 – Biały pionek · a2 – Biały pionek · b2 – Biały pionek · c2 – Biały pionek · f2 – Biały pionek · g2 – Biały pionek · h2 – Biały pionek · a1 – Biała wieża · d1 – Czarny goniec · e1 – Biały król · h1 – Biała wieża | a8 – Czarna wieża · b8 – Czarny skoczek · d8 – Czarny hetman · e8 – Czarny król · f8 – Czarny goniec · h8 – Czarna wieża · a7 – Czarny pionek · b7 – Czarny pionek · c7 – Biały skoczek · e7 – Czarny pionek · f7 – Czarny pionek · g7 – Czarny pionek · h7 – Czarny pionek · h6 – Biały goniec · d5 – Czarny pionek · a4 – Biały goniec · d4 – Biały pionek · a2 – Biały pionek · b2 – Biały pionek · c2 – Biały pionek · f2 – Biały pionek · g2 – Biały pionek · h2 – Biały pionek · a1 – Biała wieża · d1 – Czarny goniec · e1 – Biały król · h1 – Biała wieża | a8 – Czarna wieża · b8 – Czarny skoczek · d8 – Czarny hetman · e8 – Czarny król · f8 – Czarny goniec · h8 – Czarna wieża · a7 – Czarny pionek · b7 – Czarny pionek · c7 – Biały skoczek · e7 – Czarny pionek · f7 – Czarny pionek · g7 – Czarny pionek · h7 – Czarny pionek · h6 – Biały goniec · d5 – Czarny pionek · a4 – Biały goniec · d4 – Biały pionek · a2 – Biały pionek · b2 – Biały pionek · c2 – Biały pionek · f2 – Biały pionek · g2 – Biały pionek · h2 – Biały pionek · a1 – Biała wieża · d1 – Czarny goniec · e1 – Biały król · h1 – Biała wieża | 6 |
| 5 | a8 – Czarna wieża · b8 – Czarny skoczek · d8 – Czarny hetman · e8 – Czarny król · f8 – Czarny goniec · h8 – Czarna wieża · a7 – Czarny pionek · b7 – Czarny pionek · c7 – Biały skoczek · e7 – Czarny pionek · f7 – Czarny pionek · g7 – Czarny pionek · h7 – Czarny pionek · h6 – Biały goniec · d5 – Czarny pionek · a4 – Biały goniec · d4 – Biały pionek · a2 – Biały pionek · b2 – Biały pionek · c2 – Biały pionek · f2 – Biały pionek · g2 – Biały pionek · h2 – Biały pionek · a1 – Biała wieża · d1 – Czarny goniec · e1 – Biały król · h1 – Biała wieża | a8 – Czarna wieża · b8 – Czarny skoczek · d8 – Czarny hetman · e8 – Czarny król · f8 – Czarny goniec · h8 – Czarna wieża · a7 – Czarny pionek · b7 – Czarny pionek · c7 – Biały skoczek · e7 – Czarny pionek · f7 – Czarny pionek · g7 – Czarny pionek · h7 – Czarny pionek · h6 – Biały goniec · d5 – Czarny pionek · a4 – Biały goniec · d4 – Biały pionek · a2 – Biały pionek · b2 – Biały pionek · c2 – Biały pionek · f2 – Biały pionek · g2 – Biały pionek · h2 – Biały pionek · a1 – Biała wieża · d1 – Czarny goniec · e1 – Biały król · h1 – Biała wieża | a8 – Czarna wieża · b8 – Czarny skoczek · d8 – Czarny hetman · e8 – Czarny król · f8 – Czarny goniec · h8 – Czarna wieża · a7 – Czarny pionek · b7 – Czarny pionek · c7 – Biały skoczek · e7 – Czarny pionek · f7 – Czarny pionek · g7 – Czarny pionek · h7 – Czarny pionek · h6 – Biały goniec · d5 – Czarny pionek · a4 – Biały goniec · d4 – Biały pionek · a2 – Biały pionek · b2 – Biały pionek · c2 – Biały pionek · f2 – Biały pionek · g2 – Biały pionek · h2 – Biały pionek · a1 – Biała wieża · d1 – Czarny goniec · e1 – Biały król · h1 – Biała wieża | a8 – Czarna wieża · b8 – Czarny skoczek · d8 – Czarny hetman · e8 – Czarny król · f8 – Czarny goniec · h8 – Czarna wieża · a7 – Czarny pionek · b7 – Czarny pionek · c7 – Biały skoczek · e7 – Czarny pionek · f7 – Czarny pionek · g7 – Czarny pionek · h7 – Czarny pionek · h6 – Biały goniec · d5 – Czarny pionek · a4 – Biały goniec · d4 – Biały pionek · a2 – Biały pionek · b2 – Biały pionek · c2 – Biały pionek · f2 – Biały pionek · g2 – Biały pionek · h2 – Biały pionek · a1 – Biała wieża · d1 – Czarny goniec · e1 – Biały król · h1 – Biała wieża | a8 – Czarna wieża · b8 – Czarny skoczek · d8 – Czarny hetman · e8 – Czarny król · f8 – Czarny goniec · h8 – Czarna wieża · a7 – Czarny pionek · b7 – Czarny pionek · c7 – Biały skoczek · e7 – Czarny pionek · f7 – Czarny pionek · g7 – Czarny pionek · h7 – Czarny pionek · h6 – Biały goniec · d5 – Czarny pionek · a4 – Biały goniec · d4 – Biały pionek · a2 – Biały pionek · b2 – Biały pionek · c2 – Biały pionek · f2 – Biały pionek · g2 – Biały pionek · h2 – Biały pionek · a1 – Biała wieża · d1 – Czarny goniec · e1 – Biały król · h1 – Biała wieża | a8 – Czarna wieża · b8 – Czarny skoczek · d8 – Czarny hetman · e8 – Czarny król · f8 – Czarny goniec · h8 – Czarna wieża · a7 – Czarny pionek · b7 – Czarny pionek · c7 – Biały skoczek · e7 – Czarny pionek · f7 – Czarny pionek · g7 – Czarny pionek · h7 – Czarny pionek · h6 – Biały goniec · d5 – Czarny pionek · a4 – Biały goniec · d4 – Biały pionek · a2 – Biały pionek · b2 – Biały pionek · c2 – Biały pionek · f2 – Biały pionek · g2 – Biały pionek · h2 – Biały pionek · a1 – Biała wieża · d1 – Czarny goniec · e1 – Biały król · h1 – Biała wieża | a8 – Czarna wieża · b8 – Czarny skoczek · d8 – Czarny hetman · e8 – Czarny król · f8 – Czarny goniec · h8 – Czarna wieża · a7 – Czarny pionek · b7 – Czarny pionek · c7 – Biały skoczek · e7 – Czarny pionek · f7 – Czarny pionek · g7 – Czarny pionek · h7 – Czarny pionek · h6 – Biały goniec · d5 – Czarny pionek · a4 – Biały goniec · d4 – Biały pionek · a2 – Biały pionek · b2 – Biały pionek · c2 – Biały pionek · f2 – Biały pionek · g2 – Biały pionek · h2 – Biały pionek · a1 – Biała wieża · d1 – Czarny goniec · e1 – Biały król · h1 – Biała wieża | a8 – Czarna wieża · b8 – Czarny skoczek · d8 – Czarny hetman · e8 – Czarny król · f8 – Czarny goniec · h8 – Czarna wieża · a7 – Czarny pionek · b7 – Czarny pionek · c7 – Biały skoczek · e7 – Czarny pionek · f7 – Czarny pionek · g7 – Czarny pionek · h7 – Czarny pionek · h6 – Biały goniec · d5 – Czarny pionek · a4 – Biały goniec · d4 – Biały pionek · a2 – Biały pionek · b2 – Biały pionek · c2 – Biały pionek · f2 – Biały pionek · g2 – Biały pionek · h2 – Biały pionek · a1 – Biała wieża · d1 – Czarny goniec · e1 – Biały król · h1 – Biała wieża | 5 |
| 4 | a8 – Czarna wieża · b8 – Czarny skoczek · d8 – Czarny hetman · e8 – Czarny król · f8 – Czarny goniec · h8 – Czarna wieża · a7 – Czarny pionek · b7 – Czarny pionek · c7 – Biały skoczek · e7 – Czarny pionek · f7 – Czarny pionek · g7 – Czarny pionek · h7 – Czarny pionek · h6 – Biały goniec · d5 – Czarny pionek · a4 – Biały goniec · d4 – Biały pionek · a2 – Biały pionek · b2 – Biały pionek · c2 – Biały pionek · f2 – Biały pionek · g2 – Biały pionek · h2 – Biały pionek · a1 – Biała wieża · d1 – Czarny goniec · e1 – Biały król · h1 – Biała wieża | a8 – Czarna wieża · b8 – Czarny skoczek · d8 – Czarny hetman · e8 – Czarny król · f8 – Czarny goniec · h8 – Czarna wieża · a7 – Czarny pionek · b7 – Czarny pionek · c7 – Biały skoczek · e7 – Czarny pionek · f7 – Czarny pionek · g7 – Czarny pionek · h7 – Czarny pionek · h6 – Biały goniec · d5 – Czarny pionek · a4 – Biały goniec · d4 – Biały pionek · a2 – Biały pionek · b2 – Biały pionek · c2 – Biały pionek · f2 – Biały pionek · g2 – Biały pionek · h2 – Biały pionek · a1 – Biała wieża · d1 – Czarny goniec · e1 – Biały król · h1 – Biała wieża | a8 – Czarna wieża · b8 – Czarny skoczek · d8 – Czarny hetman · e8 – Czarny król · f8 – Czarny goniec · h8 – Czarna wieża · a7 – Czarny pionek · b7 – Czarny pionek · c7 – Biały skoczek · e7 – Czarny pionek · f7 – Czarny pionek · g7 – Czarny pionek · h7 – Czarny pionek · h6 – Biały goniec · d5 – Czarny pionek · a4 – Biały goniec · d4 – Biały pionek · a2 – Biały pionek · b2 – Biały pionek · c2 – Biały pionek · f2 – Biały pionek · g2 – Biały pionek · h2 – Biały pionek · a1 – Biała wieża · d1 – Czarny goniec · e1 – Biały król · h1 – Biała wieża | a8 – Czarna wieża · b8 – Czarny skoczek · d8 – Czarny hetman · e8 – Czarny król · f8 – Czarny goniec · h8 – Czarna wieża · a7 – Czarny pionek · b7 – Czarny pionek · c7 – Biały skoczek · e7 – Czarny pionek · f7 – Czarny pionek · g7 – Czarny pionek · h7 – Czarny pionek · h6 – Biały goniec · d5 – Czarny pionek · a4 – Biały goniec · d4 – Biały pionek · a2 – Biały pionek · b2 – Biały pionek · c2 – Biały pionek · f2 – Biały pionek · g2 – Biały pionek · h2 – Biały pionek · a1 – Biała wieża · d1 – Czarny goniec · e1 – Biały król · h1 – Biała wieża | a8 – Czarna wieża · b8 – Czarny skoczek · d8 – Czarny hetman · e8 – Czarny król · f8 – Czarny goniec · h8 – Czarna wieża · a7 – Czarny pionek · b7 – Czarny pionek · c7 – Biały skoczek · e7 – Czarny pionek · f7 – Czarny pionek · g7 – Czarny pionek · h7 – Czarny pionek · h6 – Biały goniec · d5 – Czarny pionek · a4 – Biały goniec · d4 – Biały pionek · a2 – Biały pionek · b2 – Biały pionek · c2 – Biały pionek · f2 – Biały pionek · g2 – Biały pionek · h2 – Biały pionek · a1 – Biała wieża · d1 – Czarny goniec · e1 – Biały król · h1 – Biała wieża | a8 – Czarna wieża · b8 – Czarny skoczek · d8 – Czarny hetman · e8 – Czarny król · f8 – Czarny goniec · h8 – Czarna wieża · a7 – Czarny pionek · b7 – Czarny pionek · c7 – Biały skoczek · e7 – Czarny pionek · f7 – Czarny pionek · g7 – Czarny pionek · h7 – Czarny pionek · h6 – Biały goniec · d5 – Czarny pionek · a4 – Biały goniec · d4 – Biały pionek · a2 – Biały pionek · b2 – Biały pionek · c2 – Biały pionek · f2 – Biały pionek · g2 – Biały pionek · h2 – Biały pionek · a1 – Biała wieża · d1 – Czarny goniec · e1 – Biały król · h1 – Biała wieża | a8 – Czarna wieża · b8 – Czarny skoczek · d8 – Czarny hetman · e8 – Czarny król · f8 – Czarny goniec · h8 – Czarna wieża · a7 – Czarny pionek · b7 – Czarny pionek · c7 – Biały skoczek · e7 – Czarny pionek · f7 – Czarny pionek · g7 – Czarny pionek · h7 – Czarny pionek · h6 – Biały goniec · d5 – Czarny pionek · a4 – Biały goniec · d4 – Biały pionek · a2 – Biały pionek · b2 – Biały pionek · c2 – Biały pionek · f2 – Biały pionek · g2 – Biały pionek · h2 – Biały pionek · a1 – Biała wieża · d1 – Czarny goniec · e1 – Biały król · h1 – Biała wieża | a8 – Czarna wieża · b8 – Czarny skoczek · d8 – Czarny hetman · e8 – Czarny król · f8 – Czarny goniec · h8 – Czarna wieża · a7 – Czarny pionek · b7 – Czarny pionek · c7 – Biały skoczek · e7 – Czarny pionek · f7 – Czarny pionek · g7 – Czarny pionek · h7 – Czarny pionek · h6 – Biały goniec · d5 – Czarny pionek · a4 – Biały goniec · d4 – Biały pionek · a2 – Biały pionek · b2 – Biały pionek · c2 – Biały pionek · f2 – Biały pionek · g2 – Biały pionek · h2 – Biały pionek · a1 – Biała wieża · d1 – Czarny goniec · e1 – Biały król · h1 – Biała wieża | 4 |
| 3 | a8 – Czarna wieża · b8 – Czarny skoczek · d8 – Czarny hetman · e8 – Czarny król · f8 – Czarny goniec · h8 – Czarna wieża · a7 – Czarny pionek · b7 – Czarny pionek · c7 – Biały skoczek · e7 – Czarny pionek · f7 – Czarny pionek · g7 – Czarny pionek · h7 – Czarny pionek · h6 – Biały goniec · d5 – Czarny pionek · a4 – Biały goniec · d4 – Biały pionek · a2 – Biały pionek · b2 – Biały pionek · c2 – Biały pionek · f2 – Biały pionek · g2 – Biały pionek · h2 – Biały pionek · a1 – Biała wieża · d1 – Czarny goniec · e1 – Biały król · h1 – Biała wieża | a8 – Czarna wieża · b8 – Czarny skoczek · d8 – Czarny hetman · e8 – Czarny król · f8 – Czarny goniec · h8 – Czarna wieża · a7 – Czarny pionek · b7 – Czarny pionek · c7 – Biały skoczek · e7 – Czarny pionek · f7 – Czarny pionek · g7 – Czarny pionek · h7 – Czarny pionek · h6 – Biały goniec · d5 – Czarny pionek · a4 – Biały goniec · d4 – Biały pionek · a2 – Biały pionek · b2 – Biały pionek · c2 – Biały pionek · f2 – Biały pionek · g2 – Biały pionek · h2 – Biały pionek · a1 – Biała wieża · d1 – Czarny goniec · e1 – Biały król · h1 – Biała wieża | a8 – Czarna wieża · b8 – Czarny skoczek · d8 – Czarny hetman · e8 – Czarny król · f8 – Czarny goniec · h8 – Czarna wieża · a7 – Czarny pionek · b7 – Czarny pionek · c7 – Biały skoczek · e7 – Czarny pionek · f7 – Czarny pionek · g7 – Czarny pionek · h7 – Czarny pionek · h6 – Biały goniec · d5 – Czarny pionek · a4 – Biały goniec · d4 – Biały pionek · a2 – Biały pionek · b2 – Biały pionek · c2 – Biały pionek · f2 – Biały pionek · g2 – Biały pionek · h2 – Biały pionek · a1 – Biała wieża · d1 – Czarny goniec · e1 – Biały król · h1 – Biała wieża | a8 – Czarna wieża · b8 – Czarny skoczek · d8 – Czarny hetman · e8 – Czarny król · f8 – Czarny goniec · h8 – Czarna wieża · a7 – Czarny pionek · b7 – Czarny pionek · c7 – Biały skoczek · e7 – Czarny pionek · f7 – Czarny pionek · g7 – Czarny pionek · h7 – Czarny pionek · h6 – Biały goniec · d5 – Czarny pionek · a4 – Biały goniec · d4 – Biały pionek · a2 – Biały pionek · b2 – Biały pionek · c2 – Biały pionek · f2 – Biały pionek · g2 – Biały pionek · h2 – Biały pionek · a1 – Biała wieża · d1 – Czarny goniec · e1 – Biały król · h1 – Biała wieża | a8 – Czarna wieża · b8 – Czarny skoczek · d8 – Czarny hetman · e8 – Czarny król · f8 – Czarny goniec · h8 – Czarna wieża · a7 – Czarny pionek · b7 – Czarny pionek · c7 – Biały skoczek · e7 – Czarny pionek · f7 – Czarny pionek · g7 – Czarny pionek · h7 – Czarny pionek · h6 – Biały goniec · d5 – Czarny pionek · a4 – Biały goniec · d4 – Biały pionek · a2 – Biały pionek · b2 – Biały pionek · c2 – Biały pionek · f2 – Biały pionek · g2 – Biały pionek · h2 – Biały pionek · a1 – Biała wieża · d1 – Czarny goniec · e1 – Biały król · h1 – Biała wieża | a8 – Czarna wieża · b8 – Czarny skoczek · d8 – Czarny hetman · e8 – Czarny król · f8 – Czarny goniec · h8 – Czarna wieża · a7 – Czarny pionek · b7 – Czarny pionek · c7 – Biały skoczek · e7 – Czarny pionek · f7 – Czarny pionek · g7 – Czarny pionek · h7 – Czarny pionek · h6 – Biały goniec · d5 – Czarny pionek · a4 – Biały goniec · d4 – Biały pionek · a2 – Biały pionek · b2 – Biały pionek · c2 – Biały pionek · f2 – Biały pionek · g2 – Biały pionek · h2 – Biały pionek · a1 – Biała wieża · d1 – Czarny goniec · e1 – Biały król · h1 – Biała wieża | a8 – Czarna wieża · b8 – Czarny skoczek · d8 – Czarny hetman · e8 – Czarny król · f8 – Czarny goniec · h8 – Czarna wieża · a7 – Czarny pionek · b7 – Czarny pionek · c7 – Biały skoczek · e7 – Czarny pionek · f7 – Czarny pionek · g7 – Czarny pionek · h7 – Czarny pionek · h6 – Biały goniec · d5 – Czarny pionek · a4 – Biały goniec · d4 – Biały pionek · a2 – Biały pionek · b2 – Biały pionek · c2 – Biały pionek · f2 – Biały pionek · g2 – Biały pionek · h2 – Biały pionek · a1 – Biała wieża · d1 – Czarny goniec · e1 – Biały król · h1 – Biała wieża | a8 – Czarna wieża · b8 – Czarny skoczek · d8 – Czarny hetman · e8 – Czarny król · f8 – Czarny goniec · h8 – Czarna wieża · a7 – Czarny pionek · b7 – Czarny pionek · c7 – Biały skoczek · e7 – Czarny pionek · f7 – Czarny pionek · g7 – Czarny pionek · h7 – Czarny pionek · h6 – Biały goniec · d5 – Czarny pionek · a4 – Biały goniec · d4 – Biały pionek · a2 – Biały pionek · b2 – Biały pionek · c2 – Biały pionek · f2 – Biały pionek · g2 – Biały pionek · h2 – Biały pionek · a1 – Biała wieża · d1 – Czarny goniec · e1 – Biały król · h1 – Biała wieża | 3 |
| 2 | a8 – Czarna wieża · b8 – Czarny skoczek · d8 – Czarny hetman · e8 – Czarny król · f8 – Czarny goniec · h8 – Czarna wieża · a7 – Czarny pionek · b7 – Czarny pionek · c7 – Biały skoczek · e7 – Czarny pionek · f7 – Czarny pionek · g7 – Czarny pionek · h7 – Czarny pionek · h6 – Biały goniec · d5 – Czarny pionek · a4 – Biały goniec · d4 – Biały pionek · a2 – Biały pionek · b2 – Biały pionek · c2 – Biały pionek · f2 – Biały pionek · g2 – Biały pionek · h2 – Biały pionek · a1 – Biała wieża · d1 – Czarny goniec · e1 – Biały król · h1 – Biała wieża | a8 – Czarna wieża · b8 – Czarny skoczek · d8 – Czarny hetman · e8 – Czarny król · f8 – Czarny goniec · h8 – Czarna wieża · a7 – Czarny pionek · b7 – Czarny pionek · c7 – Biały skoczek · e7 – Czarny pionek · f7 – Czarny pionek · g7 – Czarny pionek · h7 – Czarny pionek · h6 – Biały goniec · d5 – Czarny pionek · a4 – Biały goniec · d4 – Biały pionek · a2 – Biały pionek · b2 – Biały pionek · c2 – Biały pionek · f2 – Biały pionek · g2 – Biały pionek · h2 – Biały pionek · a1 – Biała wieża · d1 – Czarny goniec · e1 – Biały król · h1 – Biała wieża | a8 – Czarna wieża · b8 – Czarny skoczek · d8 – Czarny hetman · e8 – Czarny król · f8 – Czarny goniec · h8 – Czarna wieża · a7 – Czarny pionek · b7 – Czarny pionek · c7 – Biały skoczek · e7 – Czarny pionek · f7 – Czarny pionek · g7 – Czarny pionek · h7 – Czarny pionek · h6 – Biały goniec · d5 – Czarny pionek · a4 – Biały goniec · d4 – Biały pionek · a2 – Biały pionek · b2 – Biały pionek · c2 – Biały pionek · f2 – Biały pionek · g2 – Biały pionek · h2 – Biały pionek · a1 – Biała wieża · d1 – Czarny goniec · e1 – Biały król · h1 – Biała wieża | a8 – Czarna wieża · b8 – Czarny skoczek · d8 – Czarny hetman · e8 – Czarny król · f8 – Czarny goniec · h8 – Czarna wieża · a7 – Czarny pionek · b7 – Czarny pionek · c7 – Biały skoczek · e7 – Czarny pionek · f7 – Czarny pionek · g7 – Czarny pionek · h7 – Czarny pionek · h6 – Biały goniec · d5 – Czarny pionek · a4 – Biały goniec · d4 – Biały pionek · a2 – Biały pionek · b2 – Biały pionek · c2 – Biały pionek · f2 – Biały pionek · g2 – Biały pionek · h2 – Biały pionek · a1 – Biała wieża · d1 – Czarny goniec · e1 – Biały król · h1 – Biała wieża | a8 – Czarna wieża · b8 – Czarny skoczek · d8 – Czarny hetman · e8 – Czarny król · f8 – Czarny goniec · h8 – Czarna wieża · a7 – Czarny pionek · b7 – Czarny pionek · c7 – Biały skoczek · e7 – Czarny pionek · f7 – Czarny pionek · g7 – Czarny pionek · h7 – Czarny pionek · h6 – Biały goniec · d5 – Czarny pionek · a4 – Biały goniec · d4 – Biały pionek · a2 – Biały pionek · b2 – Biały pionek · c2 – Biały pionek · f2 – Biały pionek · g2 – Biały pionek · h2 – Biały pionek · a1 – Biała wieża · d1 – Czarny goniec · e1 – Biały król · h1 – Biała wieża | a8 – Czarna wieża · b8 – Czarny skoczek · d8 – Czarny hetman · e8 – Czarny król · f8 – Czarny goniec · h8 – Czarna wieża · a7 – Czarny pionek · b7 – Czarny pionek · c7 – Biały skoczek · e7 – Czarny pionek · f7 – Czarny pionek · g7 – Czarny pionek · h7 – Czarny pionek · h6 – Biały goniec · d5 – Czarny pionek · a4 – Biały goniec · d4 – Biały pionek · a2 – Biały pionek · b2 – Biały pionek · c2 – Biały pionek · f2 – Biały pionek · g2 – Biały pionek · h2 – Biały pionek · a1 – Biała wieża · d1 – Czarny goniec · e1 – Biały król · h1 – Biała wieża | a8 – Czarna wieża · b8 – Czarny skoczek · d8 – Czarny hetman · e8 – Czarny król · f8 – Czarny goniec · h8 – Czarna wieża · a7 – Czarny pionek · b7 – Czarny pionek · c7 – Biały skoczek · e7 – Czarny pionek · f7 – Czarny pionek · g7 – Czarny pionek · h7 – Czarny pionek · h6 – Biały goniec · d5 – Czarny pionek · a4 – Biały goniec · d4 – Biały pionek · a2 – Biały pionek · b2 – Biały pionek · c2 – Biały pionek · f2 – Biały pionek · g2 – Biały pionek · h2 – Biały pionek · a1 – Biała wieża · d1 – Czarny goniec · e1 – Biały król · h1 – Biała wieża | a8 – Czarna wieża · b8 – Czarny skoczek · d8 – Czarny hetman · e8 – Czarny król · f8 – Czarny goniec · h8 – Czarna wieża · a7 – Czarny pionek · b7 – Czarny pionek · c7 – Biały skoczek · e7 – Czarny pionek · f7 – Czarny pionek · g7 – Czarny pionek · h7 – Czarny pionek · h6 – Biały goniec · d5 – Czarny pionek · a4 – Biały goniec · d4 – Biały pionek · a2 – Biały pionek · b2 – Biały pionek · c2 – Biały pionek · f2 – Biały pionek · g2 – Biały pionek · h2 – Biały pionek · a1 – Biała wieża · d1 – Czarny goniec · e1 – Biały król · h1 – Biała wieża | 2 |
| 1 | a8 – Czarna wieża · b8 – Czarny skoczek · d8 – Czarny hetman · e8 – Czarny król · f8 – Czarny goniec · h8 – Czarna wieża · a7 – Czarny pionek · b7 – Czarny pionek · c7 – Biały skoczek · e7 – Czarny pionek · f7 – Czarny pionek · g7 – Czarny pionek · h7 – Czarny pionek · h6 – Biały goniec · d5 – Czarny pionek · a4 – Biały goniec · d4 – Biały pionek · a2 – Biały pionek · b2 – Biały pionek · c2 – Biały pionek · f2 – Biały pionek · g2 – Biały pionek · h2 – Biały pionek · a1 – Biała wieża · d1 – Czarny goniec · e1 – Biały król · h1 – Biała wieża | a8 – Czarna wieża · b8 – Czarny skoczek · d8 – Czarny hetman · e8 – Czarny król · f8 – Czarny goniec · h8 – Czarna wieża · a7 – Czarny pionek · b7 – Czarny pionek · c7 – Biały skoczek · e7 – Czarny pionek · f7 – Czarny pionek · g7 – Czarny pionek · h7 – Czarny pionek · h6 – Biały goniec · d5 – Czarny pionek · a4 – Biały goniec · d4 – Biały pionek · a2 – Biały pionek · b2 – Biały pionek · c2 – Biały pionek · f2 – Biały pionek · g2 – Biały pionek · h2 – Biały pionek · a1 – Biała wieża · d1 – Czarny goniec · e1 – Biały król · h1 – Biała wieża | a8 – Czarna wieża · b8 – Czarny skoczek · d8 – Czarny hetman · e8 – Czarny król · f8 – Czarny goniec · h8 – Czarna wieża · a7 – Czarny pionek · b7 – Czarny pionek · c7 – Biały skoczek · e7 – Czarny pionek · f7 – Czarny pionek · g7 – Czarny pionek · h7 – Czarny pionek · h6 – Biały goniec · d5 – Czarny pionek · a4 – Biały goniec · d4 – Biały pionek · a2 – Biały pionek · b2 – Biały pionek · c2 – Biały pionek · f2 – Biały pionek · g2 – Biały pionek · h2 – Biały pionek · a1 – Biała wieża · d1 – Czarny goniec · e1 – Biały król · h1 – Biała wieża | a8 – Czarna wieża · b8 – Czarny skoczek · d8 – Czarny hetman · e8 – Czarny król · f8 – Czarny goniec · h8 – Czarna wieża · a7 – Czarny pionek · b7 – Czarny pionek · c7 – Biały skoczek · e7 – Czarny pionek · f7 – Czarny pionek · g7 – Czarny pionek · h7 – Czarny pionek · h6 – Biały goniec · d5 – Czarny pionek · a4 – Biały goniec · d4 – Biały pionek · a2 – Biały pionek · b2 – Biały pionek · c2 – Biały pionek · f2 – Biały pionek · g2 – Biały pionek · h2 – Biały pionek · a1 – Biała wieża · d1 – Czarny goniec · e1 – Biały król · h1 – Biała wieża | a8 – Czarna wieża · b8 – Czarny skoczek · d8 – Czarny hetman · e8 – Czarny król · f8 – Czarny goniec · h8 – Czarna wieża · a7 – Czarny pionek · b7 – Czarny pionek · c7 – Biały skoczek · e7 – Czarny pionek · f7 – Czarny pionek · g7 – Czarny pionek · h7 – Czarny pionek · h6 – Biały goniec · d5 – Czarny pionek · a4 – Biały goniec · d4 – Biały pionek · a2 – Biały pionek · b2 – Biały pionek · c2 – Biały pionek · f2 – Biały pionek · g2 – Biały pionek · h2 – Biały pionek · a1 – Biała wieża · d1 – Czarny goniec · e1 – Biały król · h1 – Biała wieża | a8 – Czarna wieża · b8 – Czarny skoczek · d8 – Czarny hetman · e8 – Czarny król · f8 – Czarny goniec · h8 – Czarna wieża · a7 – Czarny pionek · b7 – Czarny pionek · c7 – Biały skoczek · e7 – Czarny pionek · f7 – Czarny pionek · g7 – Czarny pionek · h7 – Czarny pionek · h6 – Biały goniec · d5 – Czarny pionek · a4 – Biały goniec · d4 – Biały pionek · a2 – Biały pionek · b2 – Biały pionek · c2 – Biały pionek · f2 – Biały pionek · g2 – Biały pionek · h2 – Biały pionek · a1 – Biała wieża · d1 – Czarny goniec · e1 – Biały król · h1 – Biała wieża | a8 – Czarna wieża · b8 – Czarny skoczek · d8 – Czarny hetman · e8 – Czarny król · f8 – Czarny goniec · h8 – Czarna wieża · a7 – Czarny pionek · b7 – Czarny pionek · c7 – Biały skoczek · e7 – Czarny pionek · f7 – Czarny pionek · g7 – Czarny pionek · h7 – Czarny pionek · h6 – Biały goniec · d5 – Czarny pionek · a4 – Biały goniec · d4 – Biały pionek · a2 – Biały pionek · b2 – Biały pionek · c2 – Biały pionek · f2 – Biały pionek · g2 – Biały pionek · h2 – Biały pionek · a1 – Biała wieża · d1 – Czarny goniec · e1 – Biały król · h1 – Biała wieża | a8 – Czarna wieża · b8 – Czarny skoczek · d8 – Czarny hetman · e8 – Czarny król · f8 – Czarny goniec · h8 – Czarna wieża · a7 – Czarny pionek · b7 – Czarny pionek · c7 – Biały skoczek · e7 – Czarny pionek · f7 – Czarny pionek · g7 – Czarny pionek · h7 – Czarny pionek · h6 – Biały goniec · d5 – Czarny pionek · a4 – Biały goniec · d4 – Biały pionek · a2 – Biały pionek · b2 – Biały pionek · c2 – Biały pionek · f2 – Biały pionek · g2 – Biały pionek · h2 – Biały pionek · a1 – Biała wieża · d1 – Czarny goniec · e1 – Biały król · h1 – Biała wieża | 1 |
|   | a | b | c | d | e | f | g | h |   |

| Kolejka | Białe                 | Czarne             |
| ------- | --------------------- | ------------------ |
| 1       | d4                    |                    |
| 2       |                       | d5 Sh6             |
| 3       | Sc3 Sf3 G:h6          |                    |
| 4       |                       | Gg4 G:f3 G:e2 G:d1 |
| 5       | Sb5 Gc4 Gb3 Ga4 S:c7X |                    |